# Slow, Deep and Hard
Slow, Deep and Hard é o álbum de estréia da banda Type O Negative, lançado a 16 de Junho de 1991.
Inicialmente o álbum teria o título de None More Negative.

## Faixas
Todas as letras e música por Peter Steele, exceto onde anotado.
1. "Unsuccessfully Coping with the Natural Beauty of Infidelity" – 12:39
  1. Anorganic Transmutogenesis (Synthetic Division)
  2. Coitus Interruptus
  3. I Know You're Fucking Someone Else
2. "Der Untermensch" – 8:54
  1. Socioparasite
  2. Waste of Life
3. "Xero Tolerance" (inclui samples de J.S. Bach) – 7:45
  1. Type "A" Personality Disorder
  2. Kill You Tonight
  3. Love You to Death
4. "Prelude to Agony" – 12:14
  1. The Truth
  2. God Love Fire Woman Death
  3. Jackhammerape
  4. Pain (Is Irrelevant)
5. "Glass Walls of Limbo" (Dance Mix) – 6:41
6. "The Misinterpretation of Silence and its Disastrous Consequences" – 1:04
  1. Venus: Contrary Motion
7. "Gravitational Constant: G = 6.67 x 10-8 cm-3 gm-1 sec-2" – 9:14
  1. Unjustifiable Existence
  2. Acceleration (Due to Gravity) = 980 cm-2 sec
  3. Antimatter: Electromechanical Psychedelicosis
  4. Requiem for a Souless Man

## Créditos
- Peter Steele – Vocal, baixo
- Kenny Hickey – Guitarra, vocal
- Josh Silver – Teclados, sintetizador, vocal
- Sal Abruscato – Bateria, percussão, vocal